# Вальдемар Бауманіс
Вальдемар Бауманіс (латис. Valdemārs Baumanis; нар. 19 квітня 1905, Лібава — пом. 24 квітня 1992, Чикаго) — латвійський баскетболіст, баскетбольний і футбольний тренер. Очолював баскетбольну збірну Латвії, яка перемогла на першому в історії чемпіонаті Європи в 1935 році.
Найбільш знаменитий етап у житті Бауманіса, пов'язаний з чемпіонатом Європи з баскетболу 1935 року, який відображено у фільмі «Команда мрії 1935» (Sapņu komanda, 2012, прем'єра англійської версії фільму 2 травня 2013 року) — продюсера Андрія Екіса.

## Кар'єра

### Гравець
Почав грати в баскетбол в середній школі № 4 Риги в 1922 році. З 1923 року Вальдемар Бауманіс грав за команду ЯСК (латвійський філія Християнської асоціації для юнаків (ІМКА)), став у складі команди срібним призером першого чемпіонату Латвії в 1924 році. Пізніше двічі вигравав національний чемпіонат.
29 квітня 1924 року дебютував у збірній Латвії в її першій в історії товариській грі (з високою ймовірністю можна стверджувати, що ця гра стала взагалі першою міжнародною в Європі) проти збірної Естонії (20:16 на користь Латвії). Всього за національну команду зіграв 6 матчів.

### Тренер
Рано завершивши ігрову кар'єру, став тренером. З 1931 року очолював АСК, тричі вигравав із командою чемпіонат Латвії.
У 1934 році почав готувати збірну Латвії до першого чемпіонату Європи. Здобувши в Женеві три перемоги в трьох матчах, латвійці стали першими в історії чемпіонами Європи. На чемпіонаті Європи 1939 року Бауманіс привів збірну Латвії до срібних медалей. На чемпіонаті Європи 1937 року не працював зі збірною, але обслуговував матчі турніру як арбітр.
У 1941 році з командою Риги посів третє місце на чемпіонаті міст у Ленінграді. У 1942—1943 роках тренував також і футбольну команду АСК, двічі виграв з нею чемпіонат Латвії.
Під час другої світової війни Бауманіс (колишній офіцер латвійської армії) займався постачанням Латиського добровольчого легіону СС. Після закінчення війни опинився в таборі біженців в Любеку, де став тренером латиської команди «Рига». З 1948 по 1950 рік працював у Франції, з клубом «Лорьян».
З 1994 року найкращому молодому баскетболісту Латвії вручається Кубок Вальдемара Бауманіса.